# Estación de Ecublens-Rue
La estación de Ecublens-Rue es una estación ferroviaria de la comuna suiza de Ecublens, en el Cantón de Friburgo.

## Historia y situación
La estación de Ecublens-Rue fue inaugurada en el año 1876 con la puesta en servicio del tramo Palézieux - Murten de la conocida como línea del Broye longitudinal Palézieux - Payerne - Kerzers.
Se encuentra ubicada en el borde este del núcleo urbano de Ecublens, dando también servicio a la localidad de Rue, situada a 2 kilómetros hacia el noreste. Cuenta con dos andenes, uno central y otro lateral, a los que acceden dos vías pasantes, a las que hay que sumar una vía muerta y una derivación a una industria.
En términos ferroviarios, la estación se sitúa en la línea Palézieux - Kerzers. Sus dependencias ferroviarias colaterales son la estación de Châtillens hacia Palézieux y la estación de Moudon en dirección Kerzers.

## Servicios ferroviarios
Los servicios ferroviarios de esta estación están prestados por SBB-CFF-FFS:

### RER Vaud
La estación forma parte de la red de trenes de cercanías RER Vaud, que se caracteriza por trenes de alta frecuencia que conectan las principales ciudades y comunas del cantón de Vaud. Por ella pasa una línea de la red:
- S 21 Lausana - Puidoux-Chexbres - Palézieux - Payerne.